# Schleinitzia novo-guineensis
Schleinitzia novo-guineensis là một loài thực vật có hoa trong họ Đậu. Loài này được (Warb.) Verdc. miêu tả khoa học đầu tiên.